# Saybia

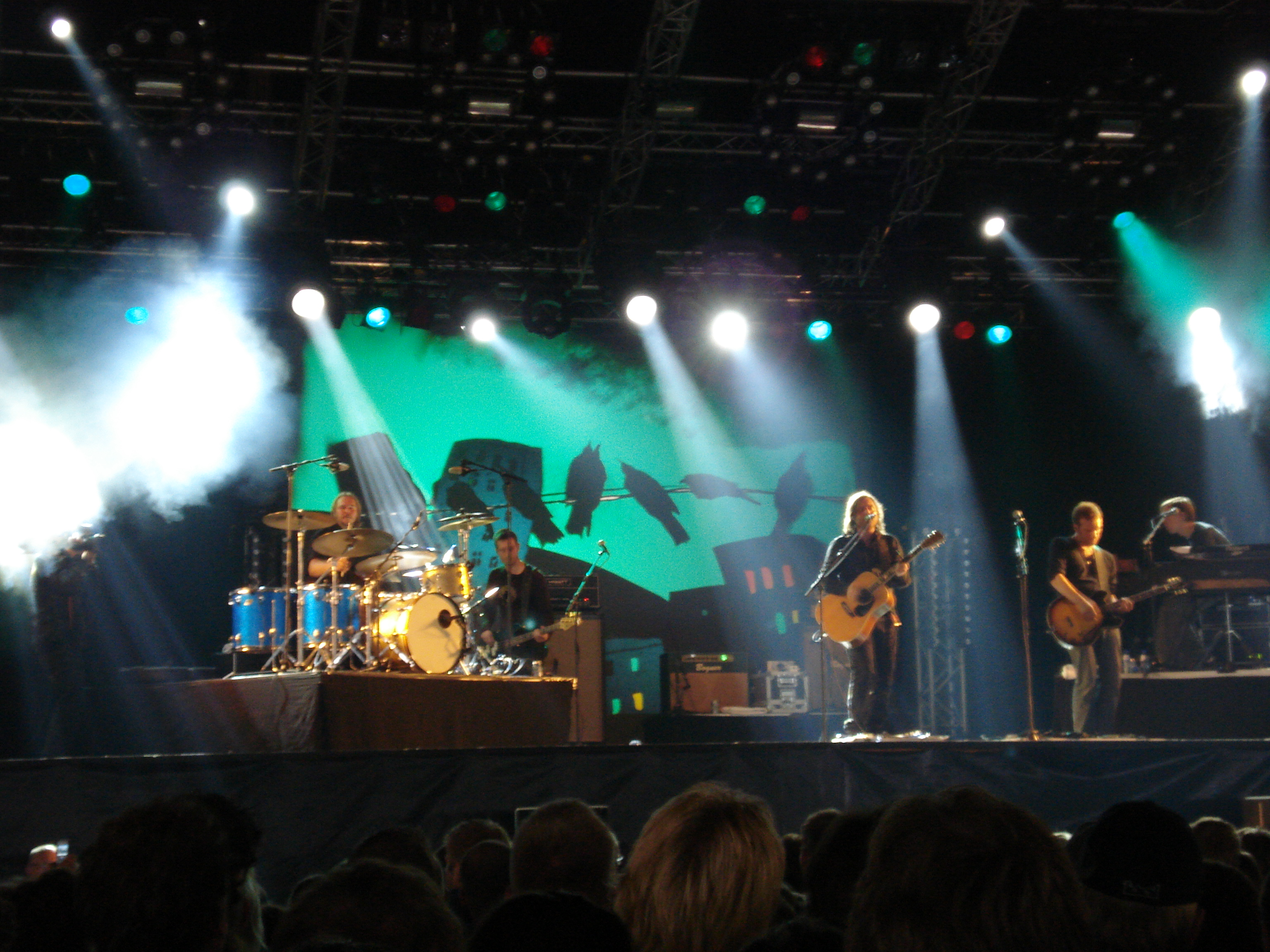
Saybia auf dem Lowlands 2007

Saybia ist eine dänische Band, die 1993 auf der Insel Fünen gegründet wurde und vom musikalischen Stil und ihren oft melancholischen Liedern häufig mit Bands wie Coldplay oder Travis verglichen wird.

## Geschichte
Nachdem einige EPs herausgebracht und hauptsächlich auf Konzerten verkauft wurden, präsentierte die Band 2002 die Ballade The Second You Sleep und das gleichnamige Debütalbum. Das Album kam in der dänischen Heimat auf Platz 1 der Albumcharts und stand auch in Norwegen an der Chartspitze. In beiden Ländern wurde es mit Platin ausgezeichnet. Darüber hinaus kam es auch in der Schweiz und den Niederlanden in die Charts.
Es folgten Konzerte und eine 18-monatige Tournee, die sie bis nach Amerika brachte. Nach der Tour waren Saybia angeblich ausgebrannt und es kam zu Trennungs- und Auflösungsgerüchten um die Gruppe. Die Band kaufte ein Haus südlich von Kopenhagen, renovierte und baute es zu einem Studio um. Zum Songwriting zog sich die Band für zwei Monate auf die schwedische Insel Gotland zurück.
Ihr zweites Album These Are the Days erschien im September 2004 zusammen mit der Single Brilliant Sky. Saybia stellte ihr Album auf einer ausgedehnten Tour durch Europa, Japan und China vor, die bis Ende August 2005 dauerte. In den Charts kamen sie in Dänemark erneut auf Platz 1 und in den anderen Ländern unter die Top 20.
Im Sommer 2006 gaben Saybia ein paar Konzerte in ihrer Heimat, aber auch in Holland und in der Schweiz. Mit im Gepäck waren ein paar neue Songs. Das dritte Album mit dem Namen Eyes on the Highway erschien am 27. August 2007. Erstmals verpassten sie Platz 1 und obwohl sie trotzdem überall wieder hohe Platzierungen erreichten, blieb es deutlich hinter dem Erfolg der ersten beiden Alben zurück.
Danach gingen die Bandmitglieder vor allem eigenen Projekten nach. Sänger Søren Huss nahm zwei sehr erfolgreiche Soloalben auf, die beide die dänischen Charts anführten. Erst Mitte der 2010er fand sich die Band wieder im Aufnahmestudio zusammen, wobei inzwischen Kasper Rasmussen den Gitarristen Sebastian Sandstrøm ersetzt hatte. Anfang Oktober 2015 veröffentlichten sie ihr viertes Studioalbum No Sound from the Outside.

## Bandmitglieder
- Søren Huss – Gesang, Gitarre
- Kasper Rasmussen – Gitarre
- Jess Jensen – Keyboard
- Jeppe Knudsen – Bass
- Palle Sørensen – Schlagzeug

Ehemalige
- Sebastian Sandstrøm – Gitarre

## Diskografie

### Alben
| Jahr | Titel                     | Höchstplatzierung, Gesamtwochen, AuszeichnungChartplatzierungen (Jahr, Titel, Platzierungen, Wochen, Auszeichnungen, Anmerkungen) | Höchstplatzierung, Gesamtwochen, AuszeichnungChartplatzierungen (Jahr, Titel, Platzierungen, Wochen, Auszeichnungen, Anmerkungen) | Anmerkungen                              |
| Jahr | Titel                     | DK | CH | Anmerkungen                              |
| ---- | ------------------------- | --- | --- | ---------------------------------------- |
| 2001 | Saybia                    | DK17 (1 Wo.)DK | — | EP                                       |
| 2002 | The Second You Sleep      | DK1 ×7Siebenfachplatin · (44 Wo.)DK                                                                                               | CH65 (3 Wo.)CH | Erstveröffentlichung: 21. Januar 2002    |
| 2004 | These Are the Days        | DK1 Platin · (33 Wo.)DK | CH13 (5 Wo.)CH | Erstveröffentlichung: 13. September 2004 |
| 2007 | Eyes on the Highway       | DK2 Gold · (7 Wo.)DK | CH15 (5 Wo.)CH | Erstveröffentlichung: 20. August 2007    |
| 2015 | No Sound from the Outside | DK7 (5 Wo.)DK | CH81 (1 Wo.)CH | Erstveröffentlichung: 2. Oktober 2015    |

Weitere Alben
- 2003: Live EP

### Singles
| Jahr | Titel Album                    | Höchstplatzierung, Gesamtwochen, AuszeichnungChartplatzierungen (Jahr, Titel, Album, Platzierungen, Wochen, Auszeichnungen, Anmerkungen) | Höchstplatzierung, Gesamtwochen, AuszeichnungChartplatzierungen (Jahr, Titel, Album, Platzierungen, Wochen, Auszeichnungen, Anmerkungen) | Anmerkungen |
| Jahr | Titel Album                    | DK | CH | Anmerkungen |
| ---- | ------------------------------ | --- | --- | ----------- |
| 2004 | I Surrender These Are the Days | DK15 Gold · (3 Wo.)DK | — |             |
| 2007 | Angel Eyes on the Highway      | DK30 Gold · (1 Wo.)DK | — |             |

Weitere Singles
- 2001: EP (Promo)
- 2002: EPK (Electronic Presskit)
- 2002: The Day After Tomorrow (Maxi und Promo-Single, DK: Platin)
- 2002: Fools Corner (Promo-Single)
- 2002: In Spite Of (Promo-Single)
- 2002: 7 Demons (Promo-Single)
- 2002: The Second You Sleep (Promo-Single, DK: Platin)
- 2004: Brilliant Sky
- 2004: Bend the Rules
- 2005: Guardian Angel
- 2007: On Her Behalf
- 2008: Eyes on the Highway